# Referendum in Südwestafrika 1977
Das Referendum in Südwestafrika 1977 war ein Verfassungsreferendum in Südwestafrika am 17. Mai 1977 (teilweise wird auch der 18. Mai 1977 genannt). An dem Referendum durften nur weiße Einwohner des Gebietes teilnehmen. 94,69 Prozent der Teilnehmer stimmten dem Vorschlag zur vorläufigen Verfassung der Turnhallenkonferenz zu. Die Wahlbeteiligung lag bei knapp 65 Prozent.

## Ergebnis
Anmerkung: Kursive Angaben sind rechnerische Zahlen die nicht der Quellenlage entsprechen.
| Auswahl             | Stimmen | %      |
| ------------------- | ------- | ------ |
| Dafür               | 30.329  | 94,69  |
| Dagegen             | 1.700   | 5,31   |
| Ungültig            | 1.703   |        |
| Registrierte Wähler | 51.975  | 51.975 |
| Wahlbeteiligung     | 33.732  | 64,90  |

Quelle: 